# Eugenio Lucas Villaamil

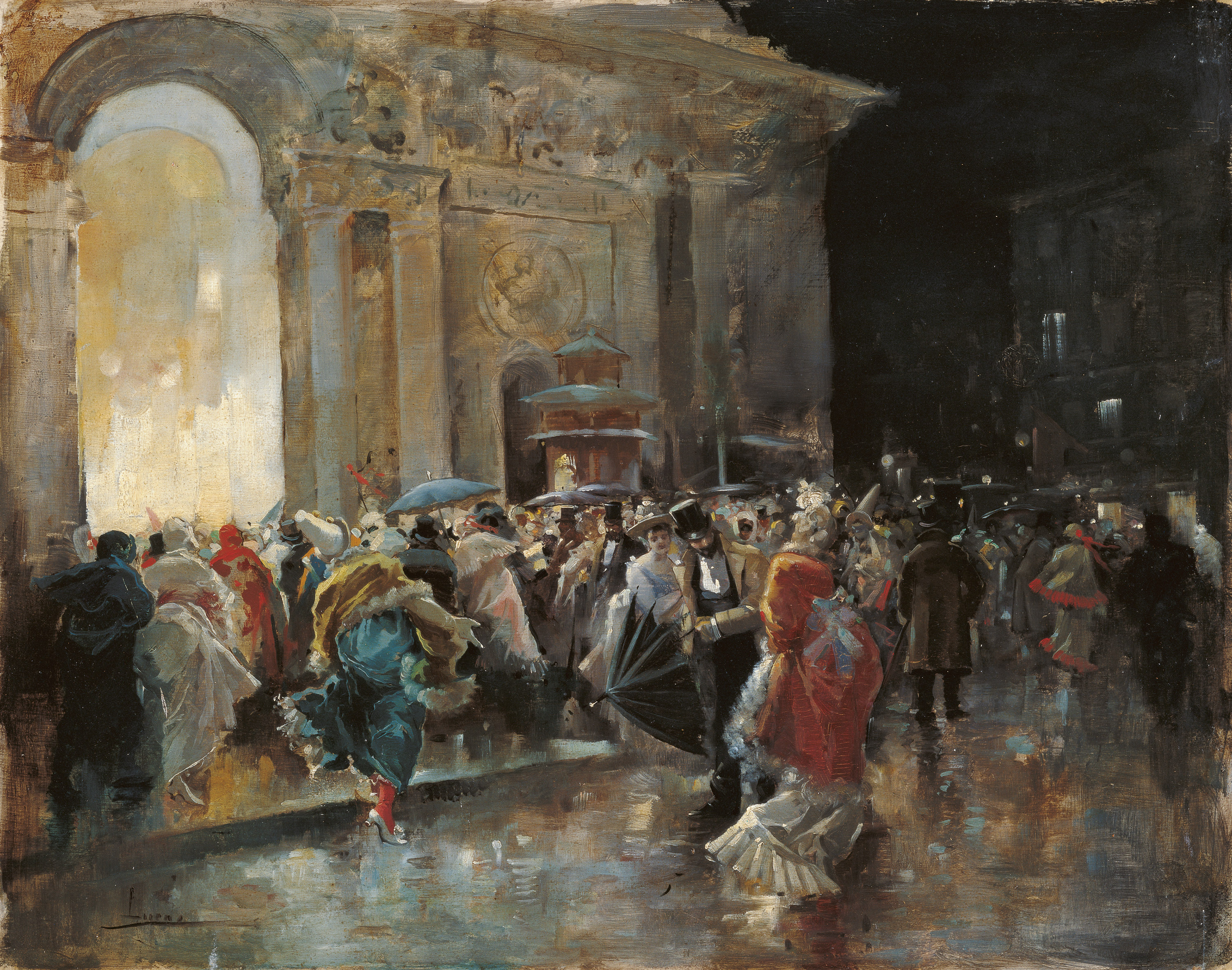
Llegada al teatro la noche del baile de máscaras de Eugenio Lucas Villaamil, circa 1895 (Museo Carmen Thyssen, Málaga).

Eugenio Lucas Villaamil (Madrid, 14 de enero de 1858-23 de enero de 1918) fue un pintor español, Caballero de la Orden de Carlos III. Algunas obras que se han atribuido a Goya en realidad pertenecen a Lucas Villaamil.

## Biografía
Hijo del pintor Eugenio Lucas Velázquez y Francisca Villaamil, empezó su formación artística en el taller de su padre y continuó sus estudios en la Escuela Especial de Pintura de Madrid. Participó en las Exposiciones Nacionales de Bellas Artes con las obras Italianas y Mendigo.
Sus pinturas mantienen la influencia de las características de las de su padre, con la repetición de los temas goyescos, resueltas con gran habilidad compositiva y alegría de color. También copió diversos temas del aragonés, como se puede ver en sus obras Entrada a los toros, Sol de 1885 o Salida de los toros, lluvia de 1885, obras ambientadas en ese Madrid castizo, protagonizado por majas y chisperos, de gran pintoresquismo y sabor popular. Destaca en esta línea temática su obra En el palco, en la que reúne distintos recursos ensayados por su padre en algunos de sus lienzos. Además de los temas taurinos, de numerosos cuadros de «Casacones» como Baile en palacio de 1894 o El mago en palacio de 1894, en los que se representa recargados ambientes palaciegos de estilo rococó. Era un hábil copista de algunas de las pinturas de Goya, las que se guardan en el Museo del Prado, y estaba protegido por el conocido coleccionista José Lázaro Galdiano. Tenía un estilo verdaderamente versátil y era indiscutiblemente creativo. También ejecutaba retratos, como el grupo infantil de los hermanos García de Palencia. El gusto por estampas urbanas, tanto de la alta como de la baja sociedad, es una constante en su obra, como puede verse en Llegada al teatro en una noche de baile de máscaras, de 1895, donde Villaamil reproduce con aire parisino a los asistentes a un baile de máscaras, entrando por la puerta de un teatro monumental. Además de aplicar toda su habilidad en el manejo de la luz con sus reflejos y contrastes, demostró su dominio en el tratamiento de masas de gente en el movimiento. Sin embargo, a pesar de su enorme capacidad de trabajar, nunca consiguió introducirse en los grandes círculos artísticos públicos y oficiales de su tiempo. El nombre de su padre siempre le ha mantenido en la sombra.